# Giorgio Oberweger
Giorgio Oberweger (* 22. Dezember 1913 in Triest; † 14. Oktober 1998 in Rom) war ein italienischer Leichtathlet. Oberweger hatte bei einer Körpergröße von 1,89 m ein Wettkampfgewicht von 82 kg.
Giorgio Oberweger belegte bei den Leichtathletik-Europameisterschaften 1934 in Turin mit 45,38 Meter den sechsten Platz im Diskuswurf. Bei den Olympischen Spielen 1936 gewann er mit 49,23 Meter Bronze hinter den US-Amerikanern Ken Carpenter und Gordon Dunn, wobei Oberweger nur 13 Zentimeter auf Silber fehlten. 22 Zentimeter fehlten ihm bei den Europameisterschaften 1938 in Paris, als er mit 49,48 Meter Silber hinter dem deutschen Willy Schröder gewann. Bei diesen Europameisterschaften trat er auch im 110-Meter-Hürdenlauf an, schied aber im Vorlauf aus.
Bei den Olympischen Spielen 1948 war er neben Adolfo Consolini und Giuseppe Tosi der dritte italienische Teilnehmer im Diskuswurf. Während die beiden anderen Gold und Silber gewannen, schied Oberweger in der Qualifikation aus. Oberweger war bei diesen Spielen als Diskuswerfer, Funktionär der italienischen Mannschaft und als Gehrichter im Einsatz. Er war später Mitglied im Council des Weltleichtathletikverbandes, der International Association of Athletics Federations, und nach seinem Ausscheiden Ehrenmitglied.